# Prosopocera lameerei
Prosopocera lameerei är en skalbaggsart som först beskrevs av Duvivier 1892.  Prosopocera lameerei ingår i släktet Prosopocera och familjen långhorningar.
Artens utbredningsområde är:
- Gabon.
- Ghana.
- Sierra Leone.

Inga underarter finns listade i Catalogue of Life.